# 云南赤瓟
云南赤瓟（学名：Thladiantha pustulata）是葫芦科赤瓟属的植物，是中国的特有植物。分布于中国大陆的云南、贵州等地，生长于海拔1,500米至2,600米的地区，一般生于山谷、沟旁或灌丛中。

## 异名
- Thladiantha pustulata (Levl.) C. Jeffrey ex A. M. Lu et Z. Y. Zhang var. jinfushanensis A. M. Lu et J. Q. Li